# ショーン・デバリ
ショーン・デバリ（Dara Shawn Avar Khosrow Allen DelAvar Daivari、1984年4月30日 - ）は、アメリカ合衆国のプロレスラー、プロレス・マネージャー。デバリ（Daivari）のリングネームで知られる。WWEのRAWに所属していた。近年はアル・ダバリ（Al Daivari）を名乗り全日本プロレスに参戦。

## 来歴
生まれはイランのテヘラン。後に一家でアメリカのミネソタ州ミネアポリスに移住した。プロレスデビュー時は、イラン出身のレスラーであるアイアン・シークの本名コシロ・バジリに由来したコシロ・デバリ（Khosrow Daivari）を名乗っていた。
TNA、ROHをはじめインディ団体を転戦後、2004年にWWEと契約。アラブ系ギミックのヒール、モハメド・ハッサンのマネージャーとしてRAWに登場した。
2005年のバックラッシュではハッサンと組んでハルク・ホーガン、ショーン・マイケルズ組と対戦している。同年6月23日からはハッサンと共にスマックダウンへ移籍し、ジ・アンダーテイカーとの抗争を開始した。しかしスマックダウンを放送するTV局からのクレームで番組には登場できなくなり、グレート・アメリカン・バッシュでの試合を最後にスマックダウンを離脱。
その後ハッサンとのコンビを解消し、デバリは単独キャラクターとしてOVW、DSWに参戦するようになった。11月7日、再度RAWに登場してカート・アングルと新コンビを結成。このときもマネージャー役が中心で、アングルとジョン・シナの抗争の最中にはレフェリーも行っている。2006年1月、アングルと共にスマックダウンに復帰するも、短期間でアングルとのコンビを解消。以降は“ワールド・ストロンゲスト・マン”マーク・ヘンリーやグレート・カリのマネージャーを担当した。その後ECWに行ったがまたスマックダウンに逆戻り。さらにすぐさまRAWへ移籍するも、2007年10月にWWEを退団した。
2008年4月、全日本プロレスにアル・ダバリのリングネームで来日。VOODOO-MURDERSの一員として活動している。
2009年まではTNA、その後はROHに参戦。

## 得意技
WMD
TNA時代のフィニッシャー。
両膝をついた相手の頭を右脇に抱え込んだあと左足を後ろに振り上げて反動をつけ、背中から倒れ込むと同時に相手の頭部を強烈なDDTでマットに突き刺す。
正式名称はウエポンズ・オブ・マス・デストラクション（Weapons of Mass Destruction、大量破壊兵器の意）である。
トップロープ・レッグ・ドロップ
ダイビング・ギロチン・ドロップ
マジックカーペットライド
フロッグ・スプラッシュ
OVW時代に使用。WWE昇格後は封印している。
キャメルクラッチ

## 移籍記録
デバリは、WWEの在籍（活動）期間年数に最も移籍をしたレスラーとしてWWEのAluminiに記録（最高移籍記録として）されている。活動期間3年の中で実に6回も移籍をしている（1年に2回は移籍している）。以下がその移籍記録である。
- 2004年、モハメド・ハッサンと共にRAWでデビュー。
- 2005年、ハッサンと共にドラフトトレードでSmackDown!に移籍。
- 2005年末、ハッサン退団のため自身もフェードアウト、カート・アングルのマネージャーとして再びRAWに登場。
- 2005年末、カート・アングルのSmackDown!移籍に伴い、自身もSmackDown!に移籍。
- 2006年、新たにグレート・カリのマネージャーとなり、カリと共にECWに移籍。
- 2006年、カリが一人立ちしRAWに行ってしまったため自身はSmackDown!に移籍。
- 2007年、SmackDown!のクルーザー級戦線に殴り込みをかけるかと思われたが、すぐにRAWへ移籍。

## マネージャー
下記のレスラーはデバリがマネージメントしたレスラーたちである。そのすべてがヒールレスラーであった。
- モハメド・ハッサン（2004年 - 2005年）
- カート・アングル（2005年 - 2006年）
- マーク・ヘンリー（2006年 - 2007年）
- グレート・カリ（2007年）